# Parexarnis obsoleta
Parexarnis obsoleta là một loài bướm đêm trong họ Noctuidae.